# أليخاندرو ميلكور
أليخاندرو ميلكور هو سياسي فلبيني، ولد في 1900، وتوفي في 1947.